# Halima (inslagkrater)
Halima is een inslagkrater op de planeet Venus. Halima werd in 1997 genoemd naar Halima, een Hausa meisjesnaam (West-Afrika).
De krater heeft een diameter van 8,9 kilometer en bevindt zich op Bereghinya Planitia in het quadrangle Bereghinya Planitia (V-8).